# ボヴァリーノ
ボヴァリーノ（イタリア語: Bovalino）は、イタリア共和国カラブリア州レッジョ・カラブリア県にある、人口約8,900人の基礎自治体（コムーネ）。

## 地理

### 位置・広がり

#### 隣接コムーネ
隣接するコムーネは以下の通り。
- アルドーレ
- ベネスターレ
- カジニャーナ
- サン・ルーカ

## 行政

### 分離集落
ボヴァリーノには、以下の分離集落（フラツィオーネ）がある。
- Bosco Sant'Ippolito, Bovalino Superiore, Pozzo